# Пясински залив
Пя̀синският залин (на руски: Пясинский залив) е залив в югоизточната част на Карско море, край северозападния бряг на полуостров Таймир, в Красноярски край на Русия. Вдава се на 170 km навътре в сушата, ширина на входа около 200 km, максимална дълбочина 25 m. В югоизточния му ъгъл чрез делта се влива река Пясина. В него има няколко десетки острова най-големи от които са: Западен Каменен, Източен Каменен, Расторгуев и др. Голяма част от годината е покрит с ледове.

## Топографска карта
- Топографск карта S-45,46; М 1:1 000 000[2]